# マグファイン
株式会社マグファイン（英: Magfine Corporation）は、永久磁石の販売、産業用電子部品に使用される磁性材料へのコーティング、及びそれらを応用した製品の加工製造を行う日本の企業である。

## 概要
三重県津市生まれの藤村康男が、1986年に仙台市太白区人来田で、6畳一間の自宅小屋で創業した。フェライト磁石への全面ナイロンコーティング技術を開発した。磁石と樹脂コーティングに関する各種事業を行う。中国の深圳に製造工場を置くほか、欧州圏の営業拠点として、イタリアに子会社を構える。

## 企業体質
社名のMagfineは、Magnet（磁石）とMagnify（拡大）とFine（喜び）を由来としている。「小さいからこそ元気はつらつ」を事業理念とし、小さい事業主体を細胞分裂のように増やしながら、大きくなって行く（magnify）ことを、経営の根幹としている。「各組織群の人員構成は少ないほど良く、可能な限り自分達で考え、そのグループを一纏めに前進する。」。この方針が、成長の原動力と成るように、という思いが込められており、企業体質にも反映されている。
スローガン
「小さいけれども元気はつらつ」

## 事業内容
磁石販売部
永久磁石の販売及び、磁気応用製品の磁場解析や、磁気回路の設計を行う部門。磁性材料そのものは、提携を結んだ中国の協力工場が、OEMで委託生産している。
文具製品開発部
磁石を応用した文具用品を、販売する部門。創業以来、掲示用カラーマグネット「ピタマル」を製造販売している。
コーティング部
希土類磁石、素子など、主に磁性材料に、高気密絶縁防錆コーティングを製造する部門。2007年には「Hi-DEN COAT」と呼ばれる高密度コーティング技術を開発し、ネオジム磁石の防錆塗装ほか、工業産業用部品に応用されている。
応用商品部門
装飾向け塗装として、パールコート技術を開発。宝飾アクセサリーや、磁気ネックレス、美容商品、医療用健康器具などを製造する部門。磁気ネックレス等、美容健康商品などが商品化されている。

## 沿革
- 1986年（昭和61年）04月 - 事業開始・両面強力カラーマグネット「ピタマル」を商品化
- 1987年（平成05年）10月 - カラーマグネットが、ビジネスコンテスト（於：東京科学館）グランプリ受賞
- 1997年（平成09年）01月 - 艶だしコート「パールコート」を商品化
- 1998年（平成10年） - 健康・美容事業を開始
- 2000年（平成12年）07月 - 永久磁石のオンラインショップを開設
- 2002年（平成14年）11月 - 高気密樹脂コート「ハイデンコート」を開発(MF304・MF305)
- 2003年（平成15年）04月 - 絶縁・防錆コート機を開発
- 2007年（平成19年）03月 - 新本社工場を新設
- 2008年（平成20年）09月 - 中国広東省東莞市にて、コーティング事業を開始
- 2011年（平成23年）01月 - 中国に100%出資子会社、深圳市瑪格帆科技有限公司を設立
- 2014年（平成26年）05月 - イタリアに100%出資子会社、Magfine Srl（有限会社マグファイン）を設立
- 2015年（平成27年）04月 - 東京営業所を新設

## 事業所
- 本社 - 宮城県仙台市
- 東京営業所 - 東京都台東区上野
- 大沢工場 - 宮城県仙台市太白区大沢
- Magfine Srl - トスカーナ州グロセート県フォッローニカ市
- 惠州市玛格帆科技有限公司 - 中国広東省

## 公式スポンサー
過去
Pallamano Follonica Starfish（イタリアハンドボールリーグセリエA2、2013 - 2015年度）